# Canthigaster coronata
Canthigaster coronata es una especie de peces de la familia Tetraodontidae en el orden de los Tetraodontiformes.

## Morfología
Los machos pueden llegar alcanzar los 14 cm de longitud total.

## Alimentación
Come una amplia variedad de organismos  bentónicos: gasterópodos,  esponjas de mar, algas, bivalvos , poliquetos, tunicas,  erizos de mar, briozoos, gusanos, pequeños crustáceos y Foraminiferas.

## Hábitat
Es un pez de mar de clima tropical y asociado a los  arrecifes de coral que vive entre 6-100 m de profundidad.

## Distribución geográfica
Se encuentra desde el Mar Rojo hasta Sodwana Bay (Sudáfrica), las Hawaii, el sur del Japón y Nueva Gales del Sur (Australia ).